# Condado de Saint-Pol

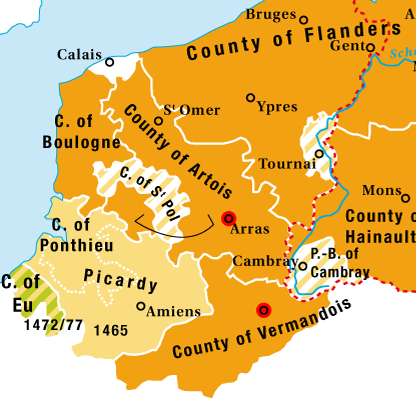
La localización de Artois y Picardía (c. 1477)

El Condado de Saint-Pol fue un condado que existió alrededor de la ciudad francesa de Saint-Pol-sur-Ternoise, en el límite entre Artois y Picardía, antiguo Condado de Ternois. Incluía las villas de Conteville-en-Ternois, Croix-en-Ternois, Gouy-en-Ternois, Monts-en-Ternois y Œuf-en-Ternois.
Durante mucho tiempo, Saint-Pol perteneció al Condado de Flandes, pasando por las manos de distintas familias como la Casa de Campdavaine, la Casa de Châtillon y, finalmente, la Casa de Luxemburgo.
El conde más conocido fue Luis de Luxemburgo, Conde de Saint-Pol. Luis XI de Francia solicitó su detención, orden ejecutada por Carlos el Temerario. En 1475, Luis lo mandó decapitar por el cargo de alta traición y confiscó sus posesiones durante dos años. En 1482, a la muerte de Pedro II de Luxemburgo-Saint-Pol, el condado pasó a Francisco de Vendôme, casado con María de Luxemburgo. Carlos I mandó destruir la capital en 1537, como castigo al general francés Francisco I de Saint-Pol. En 1556 Enrique II cede el condado a Francisco I de Nevers, tres años después mediante la Paz de Cateau-Cambrésis pasa a manos españolas. Saqueado por tropas francesas en 1582 y españolas en 1593. El mariscal Enrique de la Tour d'Auvergne-Bouillon lo conquistó en 1649, durante la guerra franco-española, retomada por los españoles aprovechando la Fronda es conquistada de nuevo por las tropas galas en 1658. Debido al tratado de los Pirineos, el condado fue anexionado a Francia en 1659.